# Badminton-Europapokal 2011
Die 34. Auflage des Badminton-Europapokals fand vom 15. bis 19. Juni 2011 im niederländischen Zwolle statt. Austragungsstätte war das Zwols Badminton Centrum. Nachdem der europäische Verband Badminton Europe anfänglich keinen Ausrichter für das Turnier gefunden hatte, übernahm wie im Vorjahr der niederländische Badmintonverband die Ausrichtung und organisierte es wie 2010 in Zwolle. Vor Turnierbeginn zogen das Team-S Slagelse und Primorye Wladiwostok ihre Vereine zurück. Der deutsche Titelträger 1. BC Bischmisheim verzichtete ebenfalls auf eine Teilnahme. Europapokalsieger wurde erstmals das Team des BC Duinwijck.

## Gruppe 1
- 1.  CB Rinconada
- 2.  ASD Mediterranea
- 3.  BC Saive

## Gruppe 2
- 1.  Bordeaux Union St. Bruno
- 2.  CHE Lagoense
- 3.  Mount Pleasant LTC
- 4.  TB Reykjavík

## Gruppe 3
- 1.  Velo BC van Zundert
- 2.  Egospor Kulübü
- 3.  BK Deltacar Benatky
- 4.  Fiederball Scheffleng

## Gruppe 4
- 1.  BC Duinwijck
- 2.  Pécsi Multi-Alarm SE
- 3.  Top Flight
- 4.  BC Adliswil Zürich

## K.-o.-Runde

### Halbfinale
- Velo BC van Zundert –  CB Rinconada: 4-1
- BC Duinwijck –  Bordeaux Union St. Bruno: 4-1

### Finale
- BC Duinwijck –  Velo BC van Zundert: 4-2